# What a Flash!
Pour plus de détails, voir Fiche technique et Distribution.
What a Flash! est un film français réalisé par Jean-Michel Barjol, sorti en 1972.

## Synopsis
An 2000. Condamnées à mort, une centaine de personnes enfermées dans un hangar organisent une fête géante au cours de laquelle elles laissent libre cours à leurs folies.

## Fiche technique
- Titre : What a Flash !
- Réalisation : Jean-Michel Barjol, assisté d'Alain Nauroy
- Scénario : Jean-Michel Barjol
- Montage : Chantal Durand
- Musique (live) : Axis (Alecos Caracandas, George Chatziathanassiou, Alexandros Fantis, Dimitris Katakouzinos, Demis Visvikis)[1]
- Photographie : Renan Pollès
- Son : Jean-Pierre Ruh, Pierre Lenoir, Jean Charrière
- Société de production : Films Marquise
- Tournage : du 2 au 5 juillet 1971
- Distribution : Planfilm
- Pays de production :  France
- Durée : 95 minutes
- Date de sortie : 
  - France : 4 octobre 1972

## Distribution
- Kavi Alexander
- Jérôme Baboulène
- Georges Bécot
- Alain Bellaïche
- Jean-Michel Boissier
- Guy-Louis Duboucheron
- Jean-Yves Bouvier
- Patrick Burke
- Chris (Christophe Donner)
- Jean-Pierre Coffe
- Jacques Collard
- Pierre Dagain
- Alain Dariès
- Jean-Claude Dauphin
- Jacques Doillon
- Jean-Claude Dreyfus
- Catherine Faux
- Pierre Friloux
- Catherine Grousset
- Greg Germain
- Daniel Guichard
- Patrick Jouané
- Diane Kurys
- Catherine Lachens
- Bernadette Lafont
- Yvan Lagrange
- Jean-Pierre Lombard
- Serge Marquand
- Tonie Marshall
- Vanina Michel
- Maria Schneider
- Pierre Vassiliu
- Pascal Vidal
- Maria Vincent